# Chenār Shūreh
Chenār Shūreh (persiska: چنار شوره, چنار) är en ort i Iran.   Den ligger i provinsen Lorestan, i den centrala delen av landet, 400 km sydväst om huvudstaden Teheran. Chenār Shūreh ligger 1 770 meter över havet och antalet invånare är 154.
Terrängen runt Chenār Shūreh är kuperad österut, men västerut är den bergig. Runt Chenār Shūreh är det ganska glesbefolkat, med 29 invånare per kvadratkilometer. Närmaste större samhälle är Bīsheh, 12,7 km nordost om Chenār Shūreh. Omgivningarna runt Chenār Shūreh är i huvudsak ett öppet busklandskap.